# Dekanat Nowa Ruda-Słupiec

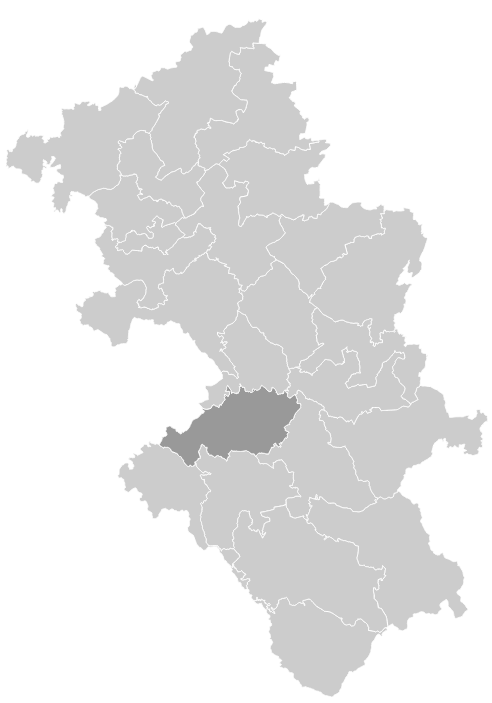
Położenie na mapie diecezji

Dekanat Nowa Ruda-Słupiec – jeden z 24 dekanatów w rzymskokatolickiej diecezji świdnickiej, położony w środkowo-zachodniej części diecezji.
Dekanat znajduje się na terenie województwa dolnośląskiego, w powiecie kłodzkim. Obejmuje swoim zasięgiem Słupiec, dzielnicę Nowej Rudy, południową część gminy Nowa Ruda i większą część gminy Radków. Jego siedziba ma miejsce w Radkowie, w kościele św. Doroty. 

## Historia
Obszar obecnego dekanatu Nowa Ruda-Słupiec wchodził od czasów średniowiecza w skład dekanatu kłodzkiego, podniesionego w XIX w. do rangi wielkiego dekanatu. Po zakończeniu II wojny światowej znalazł się on w granicach państwa polskiego. Decyzją ówczesnych władz kościelnych został on włączony w obręb administratury apostolskiej archidiecezji wrocławskiej ze stolicą biskupią we Wrocławiu, pozostając formalnie w granicach archidiecezji praskiej.
Na początku 1946 dokonano podziału wielkiego dekanatu na cztery mniejsze jednostki, wśród których znalazł się dekanat Nowa Ruda. Jego granice pokrywały się z powiatem noworudzkim. W 1972 dekanat został usankcjonowany zgodnie z prawem kanonicznym i oficjalnie włączono go do archidiecezji wrocławskiej, na mocy decyzji papieża Pawła VI.
W 2004 dekanat Nowa Ruda znalazł się w granicach nowo powstałej diecezji świdnickiej. Trzy lata później, decyzją biskupa Ignacego Deca, został z niego wydzielony dekanat Nowa Ruda-Słupiec, na którego pierwszego dziekana powołano ks. Jerzego Czernala.

## Parafie i miejscowości
W skład dekanatu wchodzi sześć parafii:

### parafia św. Doroty
- Gajów
- Karłów
- Pasterka → filia św. Jana Chrzciciela
- Radków → kościół parafialny i filia św. Andrzeja Boboli
  - Leśna
  - Skibin
- Ratno Górne

### parafia św. Jakuba
- Gorzuchów
  - Giełczów
- Raszków → filia Świętych Piotra i Pawła
- Suszyna
  - Boguszowice
  - Mrówieniec
- Ścinawka Dolna →kościół parafialny i filia św. Stanisława Kostki
  - Gorzuchówek
  - Wygwizdów

### parafia św. Katarzyny
- Nowa Ruda
  - Dolsko
  - Kościelniki → sanktuarium NMP Bolesnej
  - Kuźnica
  - Łężno
  - Nagórzany
  - Podgaje
  - Porąbka
  - Rękawczyn
  - Słupiec → kościół parafialny i filia NMP Królowej Aniołów
  - Straszków

### parafia Nawiedzenia NMP
- Ratno Dolne
  - Nowy Świat
  - Ratno-Wambierzyce
- Studzienno
- Wambierzyce → kościół parafialny
  - Górne Wambierzyce
  - Jelenia Głowa

### parafia św. Marii Magdaleny
- Bieganów
  - Zagórzyn
- Ścinawka Górna
  - Bemowo
  - Sarny
- Ścinawka Średnia → kościół parafialny i filia Bożego Ciała
  - Bieganówek
  - Księżno

### parafia Świętych Piotra i Pawła
- Bożków → kościół parafialny
  - Bożkówek
- Czerwieńczyce → filia św. Bartłomieja
- Koszyn → filia NMP Nieustającej Pomocy
- Święcko → filia św. Floriana
  - Pagórek

Powyższy wykaz przedstawia wszystkie miasta, wsie oraz dzielnice miast, przysiółki wsi i osady w dekanacie.